# Сущани (Обухівський район)
Суща́ни — село в Україні, в Обухівському районі Київської області. Населення становить 549 осіб.
Село Сущана Германівської волості Київського пов. Київської губ. — колишнє власницьке село при річці Гузин, 910 осіб, 105 дворів, православна церква, школа, 2 постоялих будинки.
Метричні книги, клірові відомості церкви св. Олександра Невського с. Сущана Германівської волості Київського пов. Київської губ. зберігаються в ЦДІАК України. http://cdiak.archives.gov.ua/baza_geog_pok/church/sush_003.xml [Архівовано 18 грудня 2018 у Wayback Machine.]

## Географія
Селом тече річка Гузин.

## Відомі люди
- Соколов Артем Іванович (1987—2019) — сержант Збройних сил України, учасник російсько-української війни.
- Трохименко Карпо Дем'янович (1885—1979) — український живописець, педагог, історик образотворчого мистецтва.
- Мощак Віталій Валерійович (27.01.1977 - 29.07.2016) - солдат 72 ОМБр, учасник російсько-української війни.